# Bruno Fontes
Bruno Fontes (Curitiba, 25 de setembro de 1979) é um velejador brasileiro.
Representou seu país nos Jogos Pan-americanos de 2011, em Guadalajara (México).
É criador do verbete "nomimimi" que representa a garra para atingir seus resultados, independente das dificuldades no caminho.